# Tulipeae
Tulipeae är en tribus i familjen liljeväxter med fyra släkten. De kännetecknas bland annat av att ha lökar med ett lökskal.